# Ligne de Tarascon à Orgon
La ligne de Tarascon à Orgon est une ligne ferroviaire française à écartement standard et à voie unique non électrifiée traversant la Provence, en passant par le nord des Alpilles aujourd'hui abandonnée. Elle desservait les gares de Tarascon, Saint-Etienne-du-Grès, Saint-Rémy-de-Provence, Les Agriottes (commune de Saint-Rémy), Mollégès, Plan-d'Orgon et Orgon.

## Chronologie
Concession :
- Tarascon - Saint-Rémy-de-Provence, le 14 janvier 1869.

Déclaration d'utilité publique :
- Tarascon - Saint-Rémy-de-Provence, le 19 février 1870[1].

Dates d'ouverture :
- Tarascon - Saint-Rémy-de-Provence, le 25 mai 1874
- Saint-Rémy-de-Provence - Orgon, le 19 décembre 1887.

Fermetures au trafic voyageurs :
- Tarascon - Saint-Rémy-de-Provence, le 27 novembre 1955
- Saint-Rémy-de-Provence - Orgon, en 1937.

Fermetures au trafic fret :
- Tarascon - Saint-Rémy-de-Provence : probablement 1950
- Saint-Rémy-de-Provence - Orgon : 1950[3].

## Historique

### Concessionnaires
Le 19 février 1870, des décrets accordent la concession des lignes Pas-des-Lanciers - Martigues et Tarascon - Saint-Rémy-de-Provence à Monsieur Henri Michel, de la Société des chemins de fer des Bouches-du-Rhône,. Il se voit accorder une subvention de 1 539 500 francs pour la construction de cette ligne et l'achat de terrains, allouée par l’État, le département et les collectivités locales.

En 1881, les actifs de sa société sont repris par la Société nouvelle des chemins de fer des Bouches-du-Rhône. Conformément à l'article 37 du décret de 1870, le département a la possibilité de racheter la ligne passées les 25 premières années d'exploitation ; ainsi, la Société est absorbée en 1913 par la Régie départementale des transports des Bouches-du-Rhône (RDT13), qui continue d'exploiter la ligne jusqu'à sa fermeture en 1950. 

### Exploitation

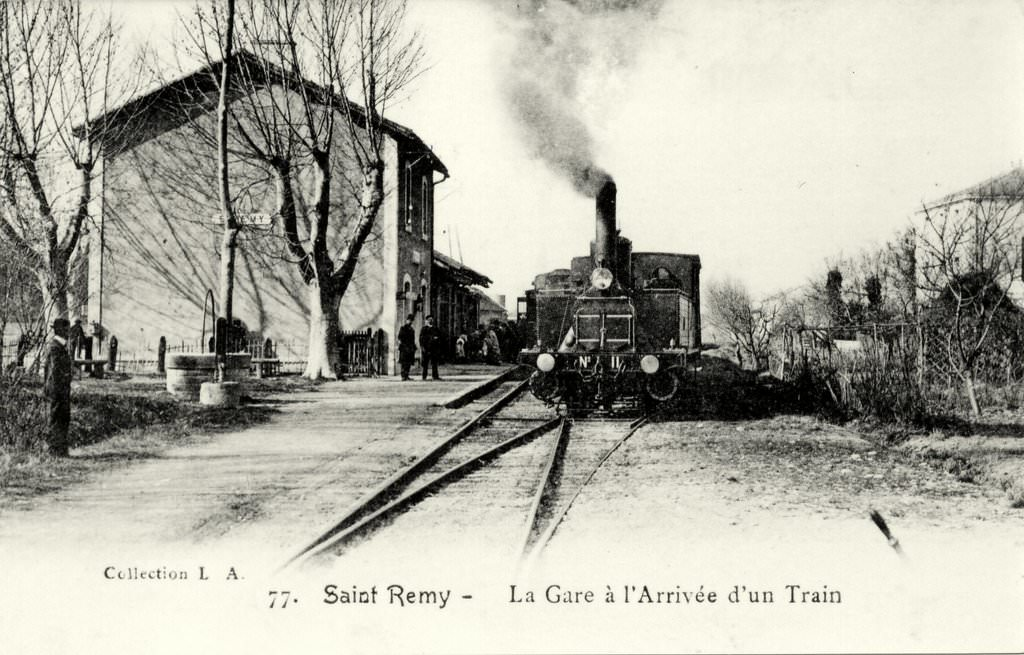
Gare de Saint-Rémy-de-Provence

La ligne de Tarascon à Saint-Rémy-de-Provence est ouverte le 25 mai 1874,. À l'instar des autres lignes de la région, qui seront à terme toutes exploitées par la RDT13, la ligne n'a pas vocation de réseau. Elle ne sert qu'au trafic voyageur et au fret, qui, à la fin du XIXe siècle, contribue à l'essor et à la prospérité économique des villes desservies. Les trains sont répartis en trois classes voyageurs.
C'est probablement pour ces raisons qu'un prolongement de la ligne jusqu'à Orgon voit le jour en 1887, en même temps que la création de la ligne Barbentane-Orgon dont elle constituait une branche (voir schéma de la ligne).
Le célèbre peintre Vincent van Gogh emprunte le train de Tarascon jusqu'à Saint-Rémy le 8 mai 1889, en compagnie du pasteur arlésien Frédéric Salles, pour se rendre à l'asile situé dans le Monastère Saint-Paul-de-Mausole. Un an plus tard, il effectue le trajet dans le sens retour, lors de son départ pour Auvers-sur-Oise en mai 1890.
En 1915, face à l'importance du trafic fret, la halte des Agriottes, située peu après Saint-Rémy-de-Provence, est transformée en station.
En 1928, la gare de Saint-Rémy-de-Provence s'agrandit. Ces modifications répondent d'une part aux besoins des voyageurs, toujours plus nombreux, particulièrement sur la liaison avec Tarascon, mais également pour le transport de marchandises. Le quartier de la gare comprend de nombreuses industries qui se raccordent toutes à la voie ferrée, notamment la minoterie Mistral Frères dont les imposants bâtiments dominent toujours le quartier. Parallèlement, le conseil municipal de Tarascon demande le déplacement de la gare de Saint-Étienne-du-Grès, sinon la modification du passage à niveau sur la RN 99 « qui présente aux abords de cette gare une sinuosité dangereuse ». Il est intéressant de souligner qu'à cette époque subsiste encore une volonté d'entretenir et de développer la ligne et ses infrastructures, à l'aube du déclin des lignes d'intérêt local.

### Déclin
Dans les années 1930, l'automobile devient plus facile d'accès pour les ménages et bouleverse les enjeux du monde du transport, comme en témoigne la volonté de déplacer la gare de Saint-Étienne-du-Grès pour sécuriser le flux automobile. A cela s'ajoute le développement de réseaux d'autocars et, plus généralement, par l'éclatement de la bulle spéculative ferroviaire,.
En 1932, le Conseil Général des Bouches-du-Rhône dresse un état des lieux sur l'exploitation ferroviaire et sa possible substitution à un service d'autobus. La perte de revenus liée à l'arrêt de la ligne de trains et les recettes estimées par le réseau de bus sont jugées comme équivalentes ; le conseil général statue donc le laisser-faire et préfère attendre. 

« Sur les lignes du Nord du Département (Barbentane à Orgon et Tarascon à Orgon), le problème est totalement différent ; au point de vue marchandises [...] ; mais n'ayant, par contre, qu'un trafic de voyageurs insignifiant, sauf entre Saint-Rémy et Tarascon ; le public utilise depuis très longtemps la voie de route pour se rendre à Avignon qui est le principal centre d'attraction de la région. Il existe déjà de nombreux services d'autobus desservant en grande partie les populations. [...] Finalement, le résultat financier serait à peu près nul. Dans ces conditions, il paraît prudent, pour le moment tout au moins, de rester dans l'expectative et d'attendre quelque temps encore avant de se prononcer définitivement sur la suppression des trains de voyageurs dans cette région.
La Commission, après examen de la situation, décide de réserver momentanément son opinion et d'attendre l'évolution de la concurrence par route [...]. »

— Conseil général du département des Bouches-du-Rhône, Procès verbaux des délibérations
C'est finalement 5 ans plus tard, en 1937 que le déclin s'amorce, avec la fermeture du trafic voyageur sur la portion Saint-Rémy-de-Provence - Orgon. La fermeture par portions et par type de trafic s'accélère dans les années 1950 (voir Chronologie).
La ligne ferme définitivement en 1955 après 76 années d'exploitation.

### Reconversion en voie verte
En 2021, la portion de 8,5 km entre Saint-Étienne-du-Grès et Saint-Rémy-de-Provence est devenue une voie verte sur la véloroute Eurovélo 8. En clin d’œil au passé ferroviaire de l'itinéraire, des blocs en forme de locomotives à vapeur sont installées à chaque croisement ; un essieu de wagon est également posé au bord de la piste cyclable, sur l'ancien terrain de la gare de Mas-Blanc-des-Alpilles.
En 2022, le Conseil départemental des Bouches-du-Rhône réalise une prolongation de la voie verte vers l'est, entre la Galine et Mollégès, ainsi que vers l'ouest, sur la commune de Saint-Étienne-du-Grès jusqu'en direction de Tarascon.

### Vestiges
La gare de Tarascon a subi de sérieux dommages lors de la Seconde Guerre mondiale. Ne subsistent aujourd'hui qu'un bâtiment voyageur, un château d'eau et quelques rails. Le passage sous la ligne d'Avignon à Arles est goudronné et porte la dénomination d'ancien chemin d'Arles ; il se trouve à la fois sur le sentier de Grande Randonnée 42 reliant St-Étienne au Grau-du-Roi et sur l'itinéraire cyclable Eurovélo 8. Le petit pont sur le ruisseau de la Bagnolette, près de la D970, existe toujours, ainsi que le pont sur le Canal du Vigueirat.
A l'entrée ouest de Saint-Étienne-du-Grès, l'actuel chemin de Malautière reprend le tracé de la voie ferrée. La gare a disparu mais ses bâtiments de marchandises servent encore à des sociétés agricoles.
Les haltes de La Rode, Bagatelle, La Massane et Saint-Didier ont aujourd'hui disparu.
La gare de Saint-Rémy-de-Provence est toujours en place, tout comme ses bâtiments voyageurs et marchandises, mais l'ensemble reste actuellement inutilisé. La route départementale 99, traversant la ville d'est en ouest, reprend une large partie du tracé original, qu'elle suit en parallèle jusqu'à Plan-d'Orgon.
La halte des Agriottes est laissée à l'abandon, ; une aire de repos pour les cyclistes est aménagée dans son prolongement depuis l'ouverture de la piste cyclable.
La gare de Mollégiès est devenue une agence immobilière puis un bar.
La gare de Plan-d'Orgon est détruite en 1979 et la voie ferrée déposée entre Plan et Orgon.

## Description de la ligne

### Tracé - Parcours
Le tracé de la ligne quitte la gare de Tarascon en passant sous la ligne impériale Avignon-Arles. Elle se dirige plein est vers Saint-Etienne-du-Grès et Saint-Rémy-de-Provence. De là, elle dessert dans de grandes lignes droites les villes de Mollégiès et Plan-d'Orgon en longeant le versant nord de la chaîne des Alpilles. Elle rejoint alors la ligne venant de Barbentane et à Orgon l'actuelle double voie SNCF Miramas-Avignon par Salon-de-Provence. Il fallait en tout 1h40 pour faire le trajet Tarascon-Orgon,.

## Trafic

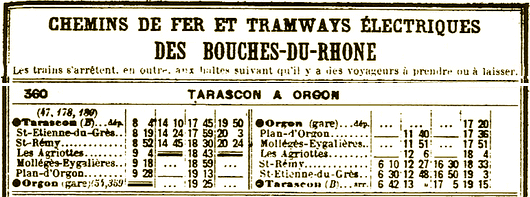
Horaires de la ligne, vers 1887.

Dans un tableau horaire de la fin du XIXe siècle, on constate que, chaque jour :
- deux trains effectuaient la première portion entre Taracon à Saint-Rémy-de-Provence (durée entre 30 et 35 min) ;
- deux trains s'arrêtaient dans chaque gare (1h40) ;
- un train ne s'arrêtait pas en gare d'Orgon (1h20 ou 1h24), laissant probablement les voyageurs effectuer une correspondance en gare de Plan-d'Orgon, située sur la ligne de Barbentane à Orgon ;
- des trains spéciaux assuraient un service lors d'événements (foires, marchés, fêtes...)[8].